# Bądkowo (województwo mazowieckie)
Bądkowo – wieś sołecka w Polsce położona w województwie mazowieckim, w powiecie ciechanowskim, w gminie Sońsk.
Znajduje się tu Szkoła Podstawowa im. Bohaterów Bitwy pod Sarnową Górą, która w 2019 roku obchodziła 55 rocznicę powstania i jednostka Ochotniczej Straży Pożarnej, która w 2017 roku obchodziła 90-lecie powstania. Mieszkańcy zajmują się głównie rolnictwem. 
Bądkowo graniczy z miejscowościami: Sarnowa Góra, Gutków, Kosmy, Zawady B, Łopacin.
W Bądkowie jest park podworski, pozostałość po przedwojennej siedzibie szlacheckiej rodu Bojanowskich. Dwór spalił się w 1978 roku, po pożarze został rozebrany. Pozostały 3 hektary starodrzewu, staw i wyspa. Park pozostaje w rękach prywatnych, dwór jest w trakcie odbudowy.

## Historia
Z lustracji dóbr królewskich województwa mazowieckiego, przeprowadzonej w 1565 roku, wynika, że ówczesnym właścicielem wsi był Jan Wodyński, herbu Kościesza. Pierwsze wzmianki o przynależności dóbr do rodu Krasińskich, pochodzą z 1662 roku, które sugerują, że za dobra bądkowskie podatek płacił Jan Kazimierz Krasiński, herbu Ślepowron, podskarbi wielki koronny i kasztelan ciechanowski.
W XVIII wieku, zapewne przed 1775 rokiem, Bądkowo przejął Kazimierz Krasiński, oboźny wielki koronny, poseł i marszałek sejmowy, także trybunalski. Za tezą tą, przemawia, liczna korespondencja z lat 1785-1796, którą pisali do Kazimierza, oficjaliści z Bądkowa m.in. Baltazar Bobiński, komornik ciechanowski. Z drugiej strony, ówczesną sukcesję dóbr bądkowskich potwierdzają, szerokie zainteresowania Krasińskiego, który posiadał w ziemi ciechanowskiej liczne dobra, w tym klucz krasnosielecki i płodownicki, a w ciągu swego życia nabywał wiele majątków, głównie na Mazowszu. Zatem, najprawdopodobniej, dopiero wtedy, czyli po 1775 roku, pobudowano pierwszy, niewielki dworek drewniany, z dachem gontowym i gankiem na osi. Miał służyć za mieszkanie dla oficjalistów dworskich, doglądających interesów kolejnych Krasińskich. W I połowie XIX wieku, nastąpiło powiększenie dworku o dobudówki o charakterze gospodarczym (kuchnia, spiżarnia, pokoje dla służby), powiększono piwnice i dostawiono drugi, drewniany ganek. Następnie, wszystkie ściany potraktowano gliną i pomalowano na biało, a sufit podbito deskami z otynkowaną podsufitką. Rozbudowę skromnego dworku, w obszerne siedlisko, wiąże się, z Dionizym Strzeszewskim, kolejnym, przynajmniej do 1847 roku, właścicielem rozległego majątku. W końcu XIX wieku, Bądkowo należało już do rodziny Sumińskich, od których, w 1903 roku, majątek zakupił Zygmunt Bojanowski (†1917), z silnie zakorzenionej, mazowieckiej rodziny ziemiańskiej.
W latach 1954–1959 wieś należała i była siedzibą władz gromady Bądkowo, po jej zniesieniu w gromadzie Gąsocin. W latach 1975–1998 miejscowość administracyjnie należała do województwa ciechanowskiego.